# Eagle (Schiff, 1952)
Die HMS Eagle (Kennung R05) war einer von zwei gebauten Flugzeugträgern der ursprünglich mit vier Schiffen geplanten Audacious-Klasse der Royal Navy. Die Eagle diente von 1951 bis 1972 in der britischen Marine.

## Geschichte
Ursprünglich als HMS Audacious geplant, wurde der Träger am 24. Oktober 1942 bei Harland & Wolff in Belfast auf Kiel gelegt, am 19. März 1946 vom Stapel gelassen und am 1. März 1952 in Dienst gestellt. Die Ausrüstungsarbeiten wurden im Frühjahr 1952 abgeschlossen. Die Luftgruppe des Trägers bestand aus 60 Flugzeugen der Typen Westland Wyvern, Douglas A-1, Hawker Sea Hawk und De Havilland Sea Venom. Im September 1952 nahm sie im Nordatlantik am NATO-Manöver Operation Mainbrace teil. Anfang 1953 besuchte die Eagle das Mittelmeer, bevor sie in die Heimat zurückkehrte und im Juni an der Flottenschau in Spithead anlässlich der Krönung von Königin Elizabeth II. teilnahm. 1956 wurde sie ins Mittelmeer verlegt, wo sie an den Kampfhandlungen während der Sueskrise beteiligt war.
Am 11. Mai 1959 wurde die Eagle außer Dienst gestellt und ab Oktober in Devonport grundlegend modernisiert und überholt. Sie erhielt ein Typ 984 3D-Radar, ein Typ 965 Luftsuchradar und ein Typ 963 CCA (Close Carrier Approach) Landeleitsystem. Die Maschinenanlage wurde verbessert und die Insel vergrößert. Die Panzerung des Flugdecks wurde verstärkt und um 8,5° aus der Schiffsachse abgewinkelt. Die hydraulischen Flugzeugkatapulte wurden durch dampfbetriebene ersetzt. Die vorderen 114 mm Kanonen wurden entfernt und sämtliche 40-mm-Geschütze durch sechs Seacat Raketenwerfer ersetzt.

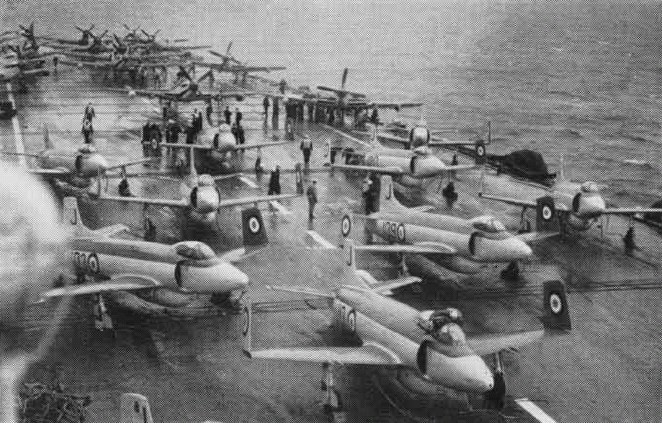
Flugzeuge auf dem Deck der Eagle

Die Luftgruppe bestand nun aus 45 Flugzeugen der Typen Blackburn Buccaneer, De Havilland DH.110 Sea Vixen und Fairey Gannet, nach der Wiederindienststellung 1967 war der Einsatz von F-4 Phantom geplant. Letztendlich wurde aus politischen Gründen auf diesen Flugzeugtyp verzichtet.

### Schicksal
Mitte der sechziger Jahre beschloss die Regierung, die Trägerflotte zu verkleinern und die Eagle stillzulegen. Anfang 1972 wurde der Träger daher in Devonport eingemottet und diente dem Schwesterschiff Ark Royal als Ersatzteilspender. 1978 wurde die Eagle dann endgültig verkauft und ab Oktober abgewrackt.

## Technik

### Schiffsmaße
Die Eagle hatte eine Gesamtlänge von 244,98 m, eine Länge zwischen den Loten von 219,46 m und eine Kielwasserlinie von 228,60 m. Das Schiff hatte eine Breite von 34,37 m und einen Tiefgang von 10,97 m. Die Verdrängung lag zwischen 43.750 t und 54.190 t.

### Antrieb
Die Eagle war mit vier Parsonsturbinen ausgestattet, die jeweils eine Welle antrieben und insgesamt 152.000 Shp (111.796 kW) entwickelten, mit der sie eine Höchstgeschwindigkeit von 32 Knoten (59 km/h) erreichte. Der Dampf wurde von acht Admiralty-Wasserrohrkesseln geliefert. Das Schiff konnte maximal 6.604 t Heizöl mitführen, was ihm bei 24 Knoten (44 km/h) eine Reichweite von 5.000 Seemeilen (9.260 km) ermöglichte. Die Besatzung des Schiffes bestand aus 2250 Offizieren und Mannschaft.

### Bewaffnung
Die Bewaffnung bestand aus sechzehn 114-mm-Kanonen in acht Zwillingsgeschütztürmen in seitlichen Schwalbennestern, vier auf jeder Breitseite. Die Geschütze waren auf BD-Mk-II***-Lafetten mit einem Seitenrichtbereich von −150 bis +150° montiert. Die Kanonen selbst wogen 2,8 t und hatten bei einer maximalen Elevation von 80° und einer Mündungsgeschwindigkeit von 746 m/s eine Reichweite von 12.500 m. Für die Kanone standen zwei verschiedene Granaten zur Verfügung. Ein Hochexplosivgeschoss mit einem Gewicht von 39,5 kg und eine panzerbrechende Granate SAP (Semi-Armor Piercing). Die Feuerrate lag bei 15 Schuss pro Minute. Für die Flugabwehr waren zweiunddreißig 40-mm-Bofors-Geschütze installiert. Acht davon waren auf sechsfach Lafetten montiert, die sich ebenfalls an der Schiffsseite befanden, vier auf jeder Breitseite. Zwei waren in zweifach Lafetten am Heck installiert. Von den restlichen neun Einzelkanonen befanden sich sechs in den Aufbauten und drei hinter den 113-mm-Geschützen an Backbord.